# Инграм (Висконсин)
Инграм (енгл. Ingram) град је у америчкој савезној држави Висконсин.

## Демографија
По попису из 2010. године број становника је 78, што је 2 (2,6%) становника више него 2000. године.
| Група             | 2000.       | 2010.      |
| Белци             | 76 (100,0%) | 77 (98,7%) |
| Афроамериканци    | 0 (0,0%)    | 0 (0,0%)   |
| Азијати           | 0 (0,0%)    | 0 (0,0%)   |
| Хиспаноамериканци | 0 (0,0%)    | 0 (0,0%)   |
| Укупно            | 76          | 78         |